# James Bonn
Pour les articles homonymes, voir Bonn (homonymie).
James Bonn est un acteur de films pornographiques américain, qui a tourné dans environ 90 films. Il a obtenu deux années de suite l'AVN Award du meilleur acteur.

## Récompenses
- 1998 : XRCO Award Best Actor (Single Performance) pour Masseuse 3
- 1999 : AVN Award Meilleur acteur - Film (Best Actor - Film) pour Models
- 2000 : AVN Award Meilleur acteur - Film (Best Actor - Film) pour Chloe
- 2000 : AVN Award Meilleure scène de sexe en couple (Best Couples Sex Scene) pour Search for the Snow Leopard (avec Asia Carrera)

## Filmographie succincte
- Married People, Single Sex II: For Better or Worse (1995)
- Spare The Rod: Longing For Punishment (1995)
- Masseuse 3 (1997)
- Models (1998)
- Chloe: The Story of a Sex Addict (1999)
- Ecstatic Moments (1999)
- The Bet (1999)
- Pink (1999)
- Ally McFeal (2000)
- Mafioso (2001)